# Amphipoea albomaculata
Amphipoea albomaculata là một loài bướm đêm trong họ Noctuidae.